# 黄山面
黄山面（ファンサンめん、朝鮮語: 황산면）は、韓国の全羅南道海南郡の面である。

## 歴史
- 李氏朝鮮時代は全羅道海南郡黄原面と山一面であった。
- 1896年8月4日 - 全羅南道海南郡になる[1]。
- 1914年4月1日 - 黄原面・山一面を統合[2]。

## 里
- 冠春里
- 南利里
- 富谷里
- 松湖里
- 蓮塘里
- 燕湖里
- 玉洞里
- 外笠里
- 右項里
- 院湖里
- 日新里
- 閑子里
- 虎洞里

## 施設

### 学校
| 学校名             | 所在地 | 備考       |
| ------------------ | ------ | ---------- |
| 黄山小学校         | 南利里 |            |
| 黄山西小学校       | 外笠里 | 1999年廃校 |
| 玉洞小学校         | 玉洞里 | 2011年廃校 |
| 黄山小学校閑子分校 | 閑子里 | 2008年廃校 |
| 黄山小学校院湖分校 | 院湖里 | 2008年廃校 |
| 黄山小学校京義分校 | 閑子里 | 2004年廃校 |
| 黄山中学校         | 右項里 |            |
| 黄山高校           | 右項里 | 2014年廃校 |

### その他
- 海南恐竜博物館